# Kynosoúra
Kynosoúra (Kynosoura) är en ort i Grekland.   Den ligger i prefekturen Nomós Piraiós och regionen Attika, i den sydöstra delen av landet, 15 km väster om huvudstaden Aten. Kynosoúra ligger 60 meter över havet och antalet invånare är 152. Den ligger på ön Salamis.
Terrängen runt Kynosoúra är kuperad åt nordväst, men österut är den platt. Havet är nära Kynosoúra åt sydost. Närmaste större samhälle är Aten, 14,9 km öster om Kynosoúra. 